# Sânvăsii
Sânvăsii (węg. Nyárádszentlászló) – wieś w Rumunii, w okręgu Marusza, w gminie Gălești. W 2011 roku liczyła 426 mieszkańców.